# 多参考组态相互作用方法
多参考组态相互作用方法（multireference configuration interaction method，MRCI）是量子化学中的一种组态相互作用方法。在该方法中，采用基态和部分激发态的电子组态斯莱特行列式作为参考态行列式，通过对所有的参考态行列式进行激发得到一组用于展开体系哈密顿量本征函数的多项式。仅包含所有单激发组态态函数作为参考态的 MRCI 方法称为单激发 MRCI（MRCIS），包含单激发和双激发的则称为 MRCISD，余类推。
对体系的基态而言，多参考态方法意味着更多的电子相关作用能的修正。非完全 CI 方法的大小一致性问题在多参考态 CI 中并没有得到解决。
因为 MRCI 计算在电子相关上更大程度上平衡了基态与激发态，因此如果要通过 MRCI 方法来获得较为准确的激发能，那么在选择参考态的时候需要注意。特别地，如激发态主要由一个电子组态贡献，那么将该电子组态加入到参考态函数空间（简称“参考空间”）中就能得到较好的相关能修正，能够解决 CIS 和 CISD 方法过高估计激发能的问题，但是如果有几个电子组态对激发态的贡献都比较大，则仅仅把其中一个电子组态引入到参考空间中，仍然无法得到准确的激发能。
参考态函数的选取有三种方法：人工选取（例如选择{\displaystyle \Phi _{1},\Phi _{2},\Phi _{5},...}），自动选取（例如，选取一组分子轨道作为活性轨道，从基态出发进行所有仅仅涉及活性分子轨道的激发得到一组行列式作为参考态）、半自动选取（例如，选择在先前进行的 CI 或 MRCI 计算结果中贡献较大的行列式作为参考态）。